# Taos Pueblo
Taos Pueblo ili Pueblo de Taos (tanoanski: tə̂otho ili tə̂obo, što znači "u selo") je najmanje 800 godina staro pueblo naselje Pueblo Indijanaca plemena Taos koje se nalazi oko 1,6 km sjeverno od modernog grada Taosa u Novom Meksiku, SAD. Ono potječe iz vremena sjevernoameričke indijanske Chaco kulture koja se rasprostirala na jugozapadu današnjih SAD-a, u području poznatom kao Four Corners („Četiri kuta”), tj. mjesto gdje se dotiču četiri američke savezne države: Utah, Arizona, Novi Meksiko i Kolorado. Smješteno na malenoj rijeci Rio Pueblo, pritoci Rio Grandea, ovo naselje od adobea se sastoji od nastambi i ceremonijalnih građevina koje ponajbolje predstavljaju kulturu Pueblo Indijanaca. Ove višekatne spojene nastambe su bez prestanka naseljene posljednjih 1000 godina, što ih čini najstarijim naseljem u cijeloj državi. Zbog toga je Pueblo de Taos upisan na UNESCO-ov popis mjesta svjetske baštine u Sjevernoj Americi 1992. godine.
Danas je ovo jedno od najprivatnijih i konzervativinijih puebla u kojemu na 190 m² spomeničkog naselja jako povučeno obitava oko 1.264 (2000.), a u okolici na 40,5 km² oko još 3.250 stanovnika (2010.).

## Povijest
Vjeruje se kako je promjena klime koja je počela pedesetogodišnjom sušom godine 1130., dovela do iseljavanja Chacoanaca, ili Anasazija kako su ih nazivali Navajo Indijanci što znači „Drevni” ili „Drevni neprijatelj”, iz Chaco klanca. Poslije 1250. godine naselja na ovom području su potpuno iseljena, a Chaco-Anasazi su se odselili uglavnom na jug gdje su se spojili s rođacima na visoravni Hopi, te na sjever uz Rio Grande gdje su nastali narodi Keres i Tanoan.
U 17. stoljeću su ih osvojili Španjolci protiv kojih su se pobunili tijekom tzv. "Ustanka puebla" 1680. godine. Pueblo Indijanci, pod vodstvom poglavice Popéa iz Taos Puebla, su ubili oko 400 španjolskih doseljenika, a ostalih 2.000 su protjerali. Dvanaest godina kasnije, nakon nesloge i dugogodišnje suše, Španjolci su se vratili i bez nekog velikog otpora ponovno osvojili ovo područje.
Tijekom Američko-meksičkog rata (1846. – 48.) Taos je bio mjestom zajedničke neuspješne pobune Meksikanaca i Pueblo Indijanaca protiv američke okupacije Novog Meksika. Posljedica okrutne strane vlasti i buntovnog stanovništva doveli su do očuvanja tradicijskog načina života i neprihvaćanja kršćanstva u većini puebla, osobito u Taos Pueblu.
Predsjednik Theodore Roosevelt je početkom 20. stoljeća osnovao Nacionalni park Carson koji je pokrivao 194 km² planine Taos, uključujući i sveto Plavo jezero. God. 1970. predsjednik Richard Nixon je vratio ova područja zajednici Taos Pueblo, što oni smatraju najvažnijim događajem u nedavnoj povijesti.

## Odlike
Cijeli pueblo, osim ulaza, je opasan adobe zidom i nekada je bio mnogo viši zbog obrane od okolnih plemena.
Središnje naselje se sastoji od mnogih nastambi raznih veličina i oblika spojenih u jedan golemi kompleks debelih adobe zidova. Također zbog obrane, sve do 20. stoljeća ulazi u domove su bili smješteni na krovovima do kojih se dolazilo ljestvama koje su mogle biti uklonjene u slučaju napada. Svaka nastamba se obično sastoji od dvije prostorije od kojih je jedna bila za stanovanje i spavanje, a druga za kuhanje, objed i skladištenje. Između domova nema hodnika i sve su samostalne.
U prošlosti su stanovnici svakodnevno koristili vodu iz rijeke u dvorištu puebla, a danas koriste česme u dvorištu, ali su zbog očuvanja autentičnosti naselje u domovima zabranjeni vodovod i električne instalacije.

## Poveznice
- Chan Chan, Peru
- Bam, Iran

## Vanjske poveznice
- Službene stranice naselja  Arhivirana inačica izvorne stranice od 15. studenoga 2012. (Wayback Machine) (engl.)
- Indian Pueblo Cultural Center: Taos Pueblo  Arhivirana inačica izvorne stranice od 19. kolovoza 2012. (Wayback Machine) (engl.)